# Dreamscapes
Dreamscapes – piąty album kompilacyjny niemieckiej grupy synthpopowej Alphaville, który został wydany w roku 1999 na 8 płytach CD. Album jest limitowaną edycją rzadkich nagrań zespołu, w większości zawierają się w nim remiksy przebojów oraz występy "live". Łącznie na 8 płytach CD znajdują się 124 utwory.

## Lista utworów
CD – 1: Dreamscape 1ne
1. „Dream Machine” – 4:44
2. „In the Mood (Demo Remix)” – 5:04
3. „Summer in Berlin (Demo 1)” – 6:55
4. „Victory of Love (Demo Remix)” – 4:15
5. „To Germany With Love (Demo 1)” – 4:29
6. „Big in Japan (Demo Mix)"
7. „Fallen Angel (Demo Remix)” – 4:07
8. „Forever Young (Demo Remix)” – 4:44
9. „Leben Ohne Ende (Original Demo)” – 3:15
10. „Sounds Like a Melody (Demo 1)” – 5:25
11. „Lies (Demo 1)” – 3:49
12. „Romance (Demo Sketch)” – 1:16
13. „Colours (Instrumental)” – 3:25
14. „Jet Set (Demo 2)” – 4:38
15. „Traumtänzer (Demo Remix)” – 5:25
16. „Into the Dark (Demo Remix)” – 4:33

CD – 2: Dreamscape 2wo
1. „Lady Bright (Demo 1)” – 0:37
2. „Afternoons in Utopia (Instrumental Remix)” – 4:29
3. „The Voyager (Demo Remix)” – 4:28
4. „Universal Daddy (Demo 1)” – 3:45
5. „Red Rose (Demo 2)” – 3:25
6. „Dance With Me (12" New Edit) – 9:42
7. „Fantastic Dream (Demo 2)” – 4:01
8. „Jerusalem (Demo Remix)” – 4:30
9. „Sensations (New Dub Edit)” – 5:46
10. „Carol Masters (Demo 1)” – 4:08
11. „Airport Sketch (Instrumental)” – 1:33
12. „Lassie Come Home (Demo 2)” – 7:25
13. „20th Century (Demo 1)” – 1:22
14. „Summer Rain (Demo 3)” – 4:11
15. „For a Million (Instrumental)” – 6:24
16. „Romeos (12" New Edit)” – 5:48

CD – 3: Dreamscape 3hree
1. „Seeds (Remix)” – 3:17
2. „Elevator (Remix)” – 5:06
3. „Welcome to the Sun (Remix)” – 3:09
4. „The Other Side of U (Remix)” – 4:44
5. „Next Generation (Remix)” – 4:59
6. „20.000 Lieues Sous Les Mers (Poem Remix)” – 5:42
7. „Golden Feeling (Demo 1)” – 7:40
8. „Headlines (Demo 1)” – 3:50
9. „Big Yello Sun (Remix)” – 6:49
10. „Sister Sun (Remix)” – 5:07
11. „Fools (Faithful&True Version)” – 4:17
12. „Legend (Remix)” – 4:56
13. „Like Thunder (Flag Remix)” – 5:10
14. „Life is King (Demo 1)” – 5:53

CD – 4: Dreamscape 4our
1. „Never Get Out of the Boat (Intro Piece)” – 2:18
2. „Sounds Like a Melody” – 5:15
3. „Ascension Day” – 7:05
4. „Euphoria” – 7:22
5. „Jerusalem” – 4:08
6. „New Horizons” – 5:45
7. „Victory of Love” – 4:53
8. „Beethoven” – 4:16
9. „Jet Set” – 3:49
10. „Dance With Me” – 6:02
11. „Wishful Thinking” – 4:43
12. „Big in Japan” – 7:09
13. „Forever Young” – 5:48
14. „Mercury Girl” – 4:04

CD – 5: Dreamscape 5ive
1. „Underworld (Live)” – 3:25
2. „To the Underworld” – 3:40
3. „Whales” – 4:30
4. „Burning Wheels” – 3:44
5. „Highschool Confidential” – 3:04
6. „Roll Away the Stone” – 3:48
7. „The Shape of Things to Come” – 4:58
8. „Thunder & Lightning” – 4:21
9. „Bitch” – 3:16
10. „Days Full of Wonder” – 5:06
11. „Peace on Earth” – 5:39
12. „Today” – 4:39
13. „What is Love” – 5:09
14. „Because of You” – 3:52
15. „And I Wonder” – 4:39
16. „Heart of the Flower” – 4:51
17. „The End” – 5:08

CD – 6: Dreamscape 6ix
1. „If the Audience Was Listening (Demo 2)” – 3:08
2. „Waves” – 3:42
3. „Nostradamus” – 4:48
4. „Mysterion” – 11:04
5. „Change the World (Demo 1)” – 4:24
6. „Script of a Dead Poet” – 3:55
7. „Elegy” – 5:45
8. „Pandora's Lullaby (Opera Version)” – 4:24
9. „Welcome to the Sun (Retro Version)” – 6:03
10. „Beautiful Girl (Piano Piece)” – 3:07
11. „Caroline (Demo 1)” – 4:21
12. „Carry Your Flag” – 3:56
13. „Cosmopolitician (Demo 1)” – 5:35
14. „Twelve Years (Orchestral Version)” – 3:22
15. „Forever Young (Unplugged Version)” – 4:32
16. „Victory of Love (Jab Mix)” – 4:31

CD – 7: Dreamscape 7even
1. „Romeos (Demo 1)” – 3:35
2. „Jet Set (Demo 1)” – 4:19
3. „Traumtänzer (Demo 1)” – 5:17
4. „Blauer Engel” – 4:39
5. „Ariana (Demo 1)” – 2:38
6. „Summer in Berlin (Demo 2 Remix)” – 4:41
7. „Ain't it Strange (Demo 1)” – 4:40
8. „(Keep the) Faith (Portobello Remix)” – 4:31
9. „Recycling (H-Babe Tape)” – 1:59
10. „That's All (Instrumental)” – 2:49
11. „Forever Young (Demo 2)” – 3:45
12. „All in a Golden Afternoon (Instrumental)” – 3:34
13. „My Brothers in China (Instrumental)” – 4:30
14. „Wake Up!” – 4:34
15. „Astral Body (Demo Remix)” – 4:30
16. „Big in Japan (FFF Time Warp)” – 10:19

CD 8: Dreamscape 8ight
1. „Montego Bay (Live)” – 6:53
2. „She Fades Away (Demo 1, Titanic Version)” – 3:09
3. „Those Were the Days” – 4:45
4. „Imperial Youth (Instrumental)” – 5:41
5. „Duel” – 3:54
6. „Iron Gate (Instrumental)” – 2:19
7. „Danger in Your Paradise (Demo 1)” – 5:10
8. „Feathers & Tar (Britannia Row Remix)” – 5:30
9. „Here by Your Side” – 4:01
10. „Fools (12" Speed Remix)” – 6:37
11. „Flame (Demo 1)” – 4:33
12. „In Bubblegum” – 4:25
13. „Joyride (Instrumental)” – 3:49
14. „Monkey in the Moon (Demo 1)” – 4:24
15. „Kinetic (Instrumental)” – 4:42
16. „Tomorrow (Instrumental)” – 3:28

## Visions of Dreamscapes
Vision of Dreamscapes to płyta promocyjna na której znalazły się przeboje z brazylijskiego touru, który odbył się w 1999. 

### Lista utworów
1. „Dream Machine” – 4:44
2. „She Fades Away” – 3:10
3. „Lassie Come Home” – 6:30
4. „Carol Masters” – 4:08
5. „Airport Sketch” – 1:33
6. „The Voyager” – 4:26
7. „Ain't it Strange” – 4:42
8. „Life is King” – 5:53
9. „Big in Japan – live” – 7:14
10. „Twelve Years” – 3:22
11. „Elegy” – 5:48
12. „Pandora's Lullaby” – 4:27
13. „Welcome to the Sun” – 5:59
14. „Forever Young – unplugged” – 4:29
15. „Iron Gate” – 2:21